# 吳一儒
吳一儒（1504年—1559年），字望魯，號小陵，浙江湖州府歸安縣民籍，嘉興府崇德縣人，明朝政治人物。

## 生平
嘉靖十三年（1534年）甲午科浙江鄉試第十七名舉人，二十九年（1550年）庚戌科二甲第六十名進士。授刑部陕西司主事，升員外郎，三十四年（1555年）十二月恤刑四川，升山東司郎中，三十七年（1558年）出為直隸太平府知府，積勞成疾，三十八年（1559年）卒於官，享年五十六歲。

## 家族
曾祖吳琛；祖父吳正；父吳悅，母徐氏。具慶下。弟吳一民、吳一相、吳一臣。